# Maikki Järnefelt-Palmgren
Maikki Järnefelt-Palmgren, född Pakarinen 26 augusti 1871 i Joensuu, död 4 juli 1929 i Åbo, var en finländsk sångerska (sopran). Hon var 1893–1908 gift med Armas Järnefelt och från 1910 med tonsättaren Selim Palmgren. 
Järnefelt-Palmgren uppträdde i alla Europas främsta musikcentra och vistades fem år i USA. Överallt fängslade hon publiken genom sin praktfulla stämma, själfulla föredrag och sin omväxlande repertoar. Som operasångerska kreerade hon främst Wagnerroller. Åren 1904, 1906, 1921 och 1929 gjorde Järnefelt-Palmgren 24 skivinspelningar med sånger på finska, svenska och tyska. Till en del inspelningar verkade maken Armas Järnefelt som pianist. Också den senare maken Palmgren verkade som pianist vid några inspelningar.
Hon är begravd på Sandudds begravningsplats i Helsingfors.